# Musée du Belize
Le Musée du Belize, en anglais Museum of Belize (MOB), est un musée d'art et d'histoire situé à Belize City, au Belize.

## Le bâtiment
Le bâtiment abritant le musée actuel a été construit entre 1854 et 1857. C'était à l'origine une HM Prison lorsque la région était encore une colonie britannique. C'était la prison de Belize City jusqu'en 1993, date à laquelle les prisonniers sont transférés à la prison de Hattieville.
En 2002, il est restauré et rénové pour devenir un musée national.

## Collections
Le musée présente des expositions sur l'esclavage au Belize, notamment une chronologie, des informations sur les révoltes d'esclaves et les communautés d'esclaves en fuite (marrons), des objets mayas et explore quelque 3 000 ans d'histoire maya, l'histoire de la prison, la vie coloniale, l'histoire naturelle, les arts visuels et les expositions culturelles des nombreux groupes ethniques de la nation.

## Galerie

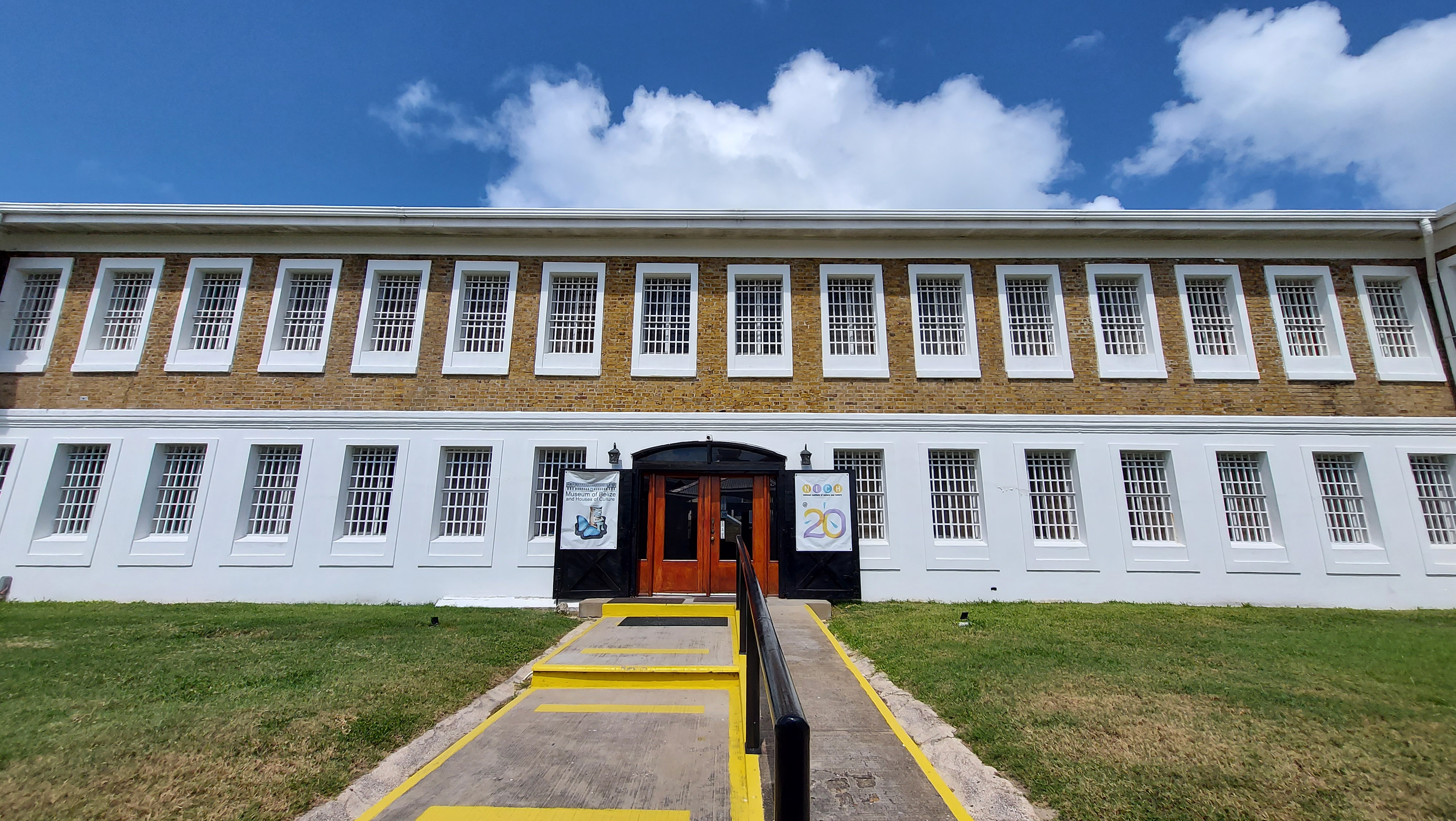
Le musée en 2024.
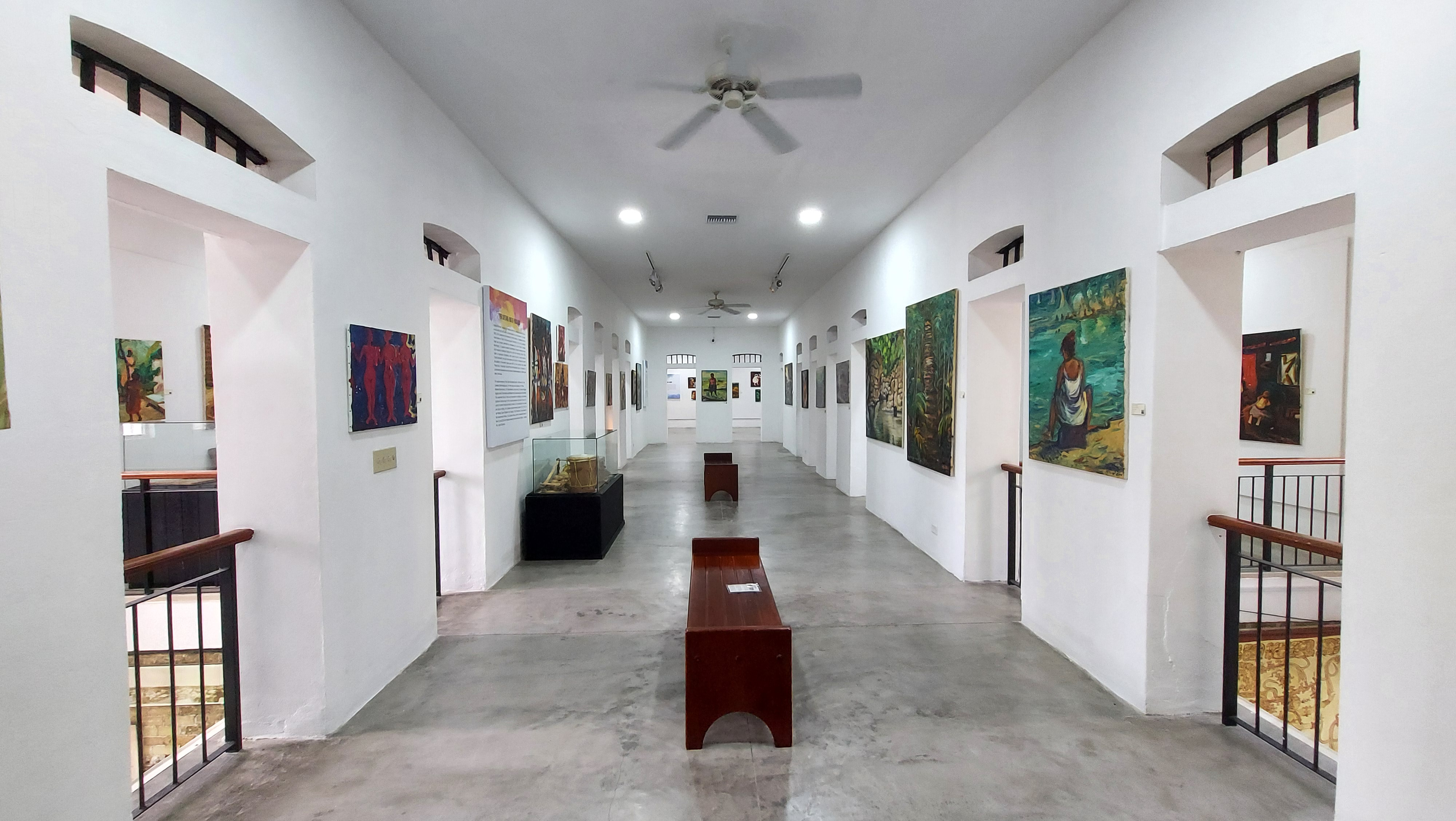
Salles d'expositions du premier étage.
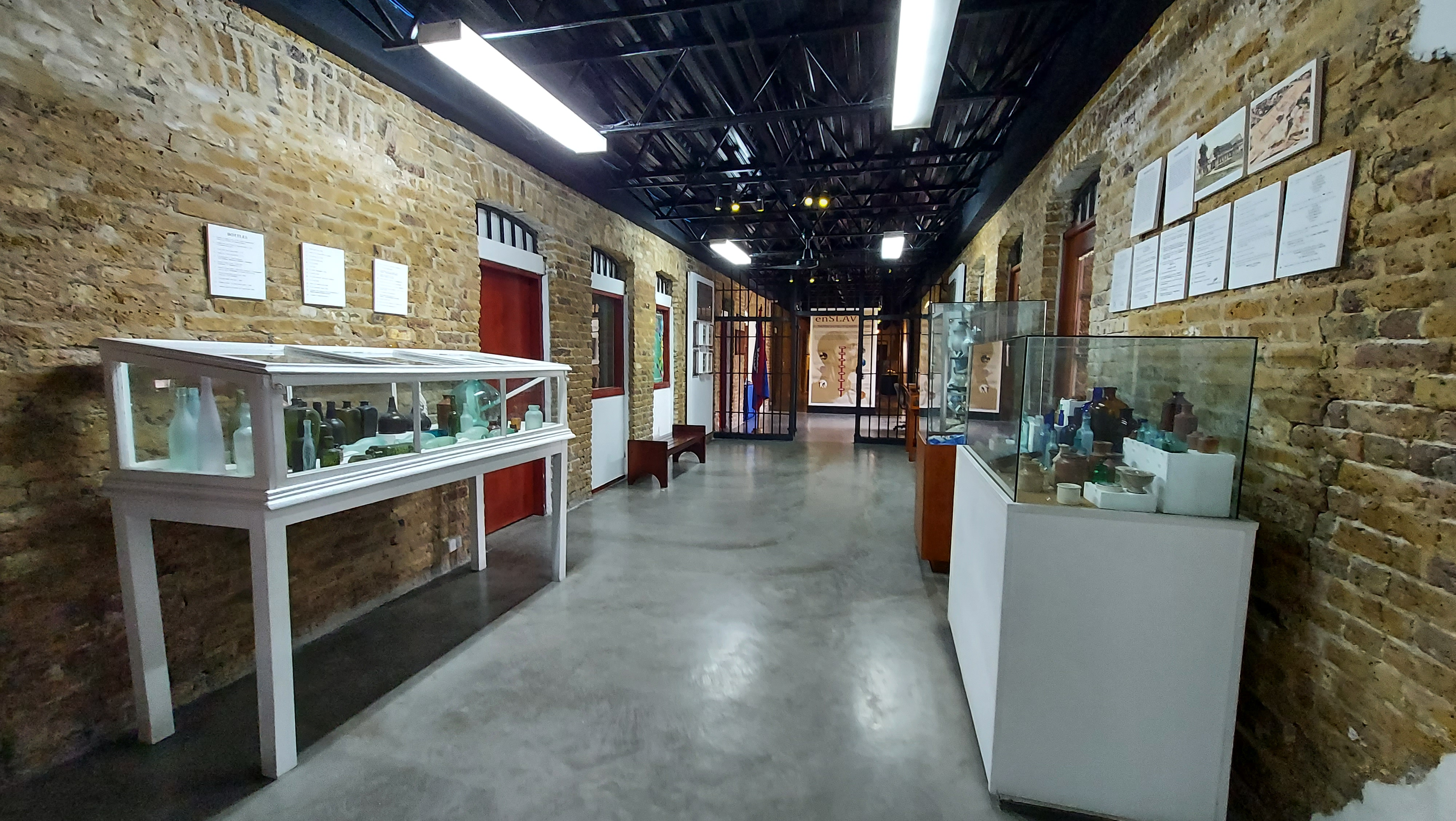
Exposition au rez-de-chaussée.